# Signal
 For alternative betydninger, se Signal (flertydig). (Se også artikler, som begynder med Signal)
Et signal er en intelligent form for non-verbal kommunikation i form af lys, lyd, elektriske impulser, elektromagnetiske svingninger (radio signaler), kemiske signaler (neurotransmitter) eller kropssprog, som kan opfattes og tolkes af modtageren (en person, et dyr eller et apparat), som enten information, en specifik instruks eller en vejledning, hvis modtageren er i stand til at forstå signalet.
| Fysik | Spire Denne artikel om fysik er en spire som bør udbygges. Du er velkommen til at hjælpe Wikipedia ved at udvide den. |